# Campionato mondiale vetture sport 1956
Il Campionato mondiale vetture sport 1956, la cui denominazione ufficiale è World Sports Car Championship, è stata la 4ª edizione del Campionato mondiale vetture sport.
Organizzato dalla Federazione Internazionale dell'Automobile tramite la Commissione Sportiva Internazionale e riservato alle vetture sport senza limitazioni di cilindrata, è stato vinto dalla Ferrari con le 860 Monza e 290 MM pilotate da Juan Manuel Fangio, Eugenio Castellotti, Phil Hill e Maurice Trintignant.

## Regolamento
Titoli

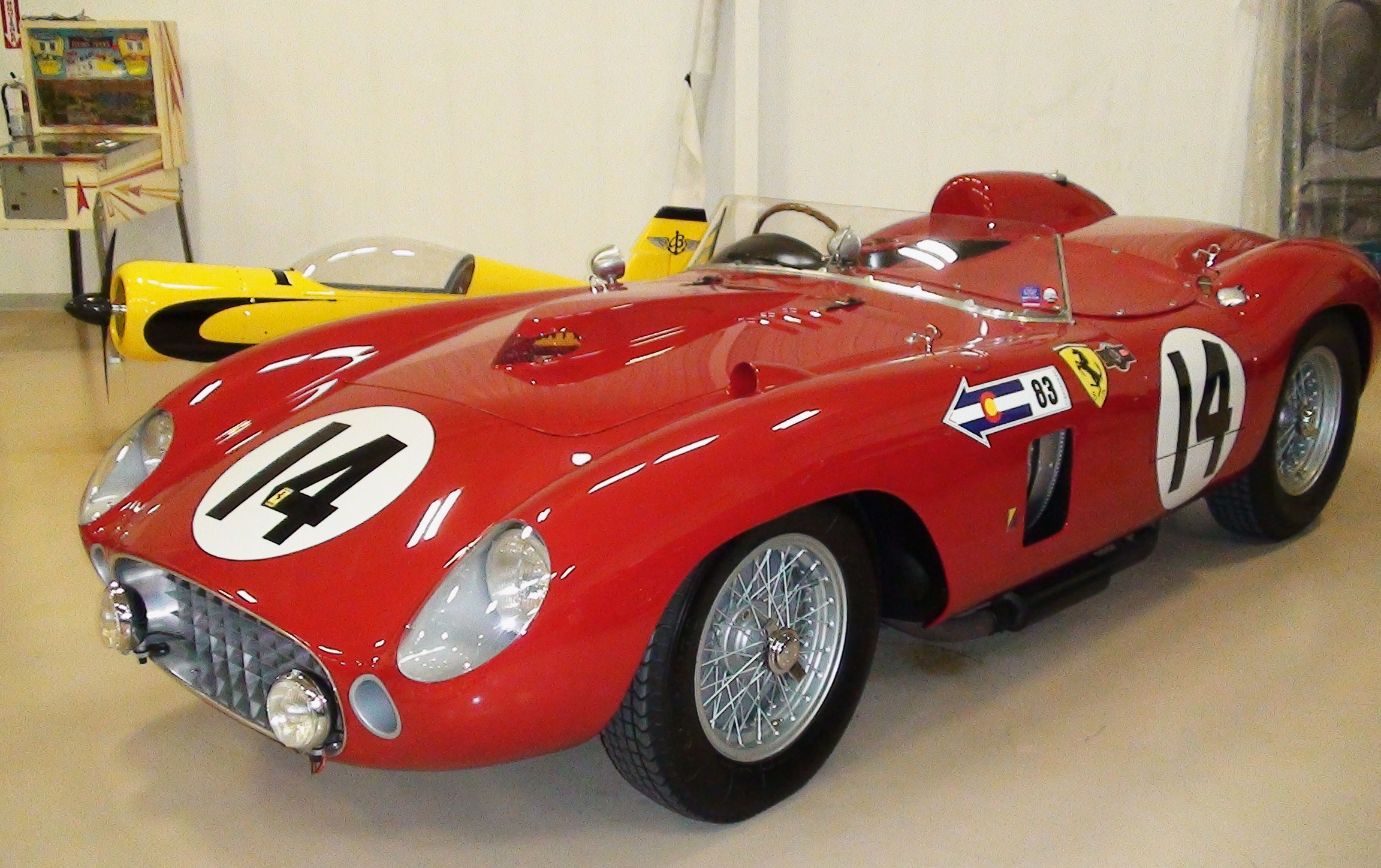
Una Ferrari 290 MM

- Campionato del mondo vetture sport riservato ai costruttori di vetture sport.

Categorie
- Sport: vetture biposto con carrozzeria aperta o chiusa e motori senza limitazioni di cilindrata, progettate e costruite appositamente per le competizioni ma dotate degli equipaggiamenti per l'uso stradale, suddivise in classi secondo la cilindrata[1].
- Gran Turismo: suddivise in categorie in base alla cilindrata.
- Turismo: suddivise in categorie in base alla cilindrata.

Punteggi
Vengono assegnati punti solo alla vettura meglio classificata per ogni costruttore. Al primo costruttore classificato vengono attribuiti 8 punti, 6 al secondo, 4 al terzo, 3 al quarto, 2 al quinto, 1 al sesto. Per la classifica finale vengono conteggiati solo i migliori tre risultati. Le vetture turismo e gran turismo non ottengono punti.

## Costruttori
I seguenti modelli hanno contribuito a conquistare i punti nel campionato per i loro rispettivi costruttori.
- Ferrari 860 Monza & Ferrari 290 MM
- Maserati 300S
- Jaguar D-Type
- Aston Martin DB3S
- Porsche 550 Spyder & Porsche 550 RS
- Mercedes-Benz 300 SL

## Resoconto
Nel 1956 le prove in calendario vengono ridotte a cinque: la 1000 km di Buenos Aires, 12 Ore di Sebring, la Mille Miglia, la 1000 km del Nürburgring e il nuovo Gran Premio di Svezia.
La stagione vede la sfida tutta italiana tra Ferrari e Maserati con i costruttori inglesi e tedeschi a fare da comparsa. La Maserati vince a Buenos Aires e al Nürburgring, la Ferrari a Sebring, alla Mille Miglia e in Svezia. Con 24 punti la Ferrari vince il suo terzo titolo iridato battendo la Maserati ferma a 18, con la Jaguar terza classificata e lontanissima con solo 7 punti.

## Risultati
| Nº | Data       | Gara                    | Costruttore | Vettura   | Categoria | Piloti                                              | Resoconto |
| -- | ---------- | ----------------------- | ----------- | --------- | --------- | --------------------------------------------------- | --------- |
| 1  | 29 gennaio | 1000 km di Buenos Aires | Maserati    | 300S      | Sport     | Stirling Moss-Carlos Menditeguy                     | Resoconto |
| 2  | 24 marzo   | 12 Ore di Sebring       | Ferrari     | 860 Monza | Sport     | Juan Manuel Fangio-Eugenio Castellotti              | Resoconto |
| 3  | 12 aprile  | Mille Miglia            | Ferrari     | 290 MM    | Sport     | Eugenio Castellotti                                 | Resoconto |
| 4  | 27 maggio  | 1000 km del Nürburgring | Maserati    | 300S      | Sport     | Piero Taruffi-Harry Schell-Jean Behra-Stirling Moss | Resoconto |
| 5  | 12 agosto  | Gran Premio di Svezia   | Ferrari     | 290 MM    | Sport     | Phil Hill-Maurice Trintignant                       | Resoconto |

## Classifica
| Pos | Costruttore   | Pr 1 | Pr 2 | Pr 3 | Pr 4 | Pr 5 | Totale |
| --- | ------------- | ---- | ---- | ---- | ---- | ---- | ------ |
| 1   | Ferrari       | (6)  | 8    | 8    | (6)  | 8    | 24     |
| 2   | Maserati      | 8    | 2    |      | 8    |      | 18     |
| 3   | Jaguar        |      | 4    |      |      | 3    | 7      |
| 4   | Aston Martin  |      | 3    |      | 2    |      | 5      |
| 5   | Porsche       |      | 1    |      | 3    |      | 4      |
| 6   | Mercedes-Benz | 1    |      | 1    |      |      | 2      |